# Saint-Pierre-lès-Bitry
Saint-Pierre-lès-Bitry là một xã ở tỉnh Oise Hauts-de-France phía bắc Pháp. Xã Saint-Pierre-lès-Bitry nằm ở khu vực có độ cao trung bình 100 mét trên mực nước biển.